# Edmund S. Phelps
Edmund Strother Phelps (ur. 26 lipca 1933 w Evanston, Illinois) – amerykański ekonomista, profesor ekonomii politycznej na Uniwersytecie Columbia, laureat Nagrody Banku Szwecji im. Alfreda Nobla w dziedzinie ekonomii w 2006 za „analizę zależności międzyokresowych w polityce makroekonomicznej”.

## Życiorys
Ukończył Amherst College, gdzie 1955 uzyskał licencjat (B.A.), w cztery lata później otrzymał tytuł doktora na Uniwersytecie Yale. Wykładał na Uniwersytecie Pensylwanii, obecnie jest profesorem na Uniwersytecie Columbia.
Polskim studentom ekonomii znany jest przede wszystkim z tak zwanej krzywej Friedmana-Phelpsa, znanej też jako długookresowa krzywa Phillipsa. Główny wniosek jaki płynie z analizy przeprowadzonej przez Friedmana i Phelpsa mówi o braku zamienności w długim okresie między inflacją a bezrobociem. W związku z tym bezcelowe jest wykorzystywanie polityki pieniężnej w celu pobudzania koniunktury gospodarczej, a jedynym celem banku centralnego powinna być troska o utrzymanie niskiej i stabilnej inflacji.

## Wybrane prace
- Phelps, Edmund S. (1961). „The Golden Rule of Capital Accumulation”. American Economic Review 51: 638-643.
- Phelps, Edmund S. (1966). Golden Rules of Economic Growth.
- Phelps, Edmund S. (1966). „Models of Technical Progress and the Golden Rule of Research”. Review of Economic Studies 33: 133-146.
- Phelps, Edmund S. (1968). „Money-Wage Dynamics and Labor Market Equilibrium”. Journal of Political Economy 76: 678-711.